# Cerocoma schaefferi
|                                          |                     |
| Abb. 1 Kopf und Brustschild Männchen (♂) |                     |
|                                          |                     |
| Abb. 2 blaue Variante ♀                  |                     |
|                                          |                     |
| Abb. 3 Fühler ♂                          | Abb. 4 Vordertarsen |

Cerocoma schaefferi ist ein Käfer aus der Familie der Ölkäfer.
Die Gattung Cerocoma ist in Europa mit dreizehn einander stark ähnlichen Arten vertreten, die auf zwei Untergattungen verteilt werden. Weltweit umfasst die Gattung in fünf Untergattungen 23 Arten. Cerocoma schaefferi ist in den Roten Listen von Deutschland und Bayern unter der Kategorie 1 (vom Aussterben bedroht) geführt, in Schleswig-Holstein gilt sie als ausgestorben oder verschollen. In den Roten Listen trägt der Käfer den Namen Schäffers Breithorn-Ölkäfer.

## Bemerkungen zum Namen
Die männlichen Käfer wurden bereits 1758 in der berühmten 10. Auflage der Systema naturae von Linné unter dem Namen Meloe schaefferi als 7. Art der 188. Gattung beschrieben. Linné vergleicht die Art mit der Spanischen Fliege und gibt an, dass er sie aus Deutschland von einem Herrn Schäffer hat. Dies erklärt den Artnamen schaefferi (benannt nach Jacob Christian Schäffer).
Schäffer gab wegen der unterschiedlichen Fühlerform dem Männchen den deutschsprachigen Namen Kronenkäfer, dem Weibchen den Namen Keulenkäfer (Käulenkäfer). Die Gattung Cerocoma wurde 1762 von Geoffroy aufgestellt. Der Gattungsname ist von altgr. κέρας „kéras“ für „Horn“ und κόμη „kóme“ für „Haarschopf“ abgeleitet und bezieht sich auf zwei lange Haarbüschel auf der Oberlippe. Cerocoma schaefferi stellt den Typus der Gattung dar.

## Beschreibung des Käfers
Der Käfer besitzt ein nur schwach sklerotisiertes Außenskelett. Er wird in beiden Geschlechtern sieben bis zehn Millimeter lang. Er ist metallisch zart grün glänzend, die Weibchen gelegentlich auch metallisch blau (Abb. 2). Nur die Antennen, größtenteils die Mundwerkzeuge und die Beine sind blass zitronengelb, die Schenkel können ganz oder teilweise grün sein. Der Körper ist abstehend weiß behaart. Die Geschlechter unterscheiden sich deutlich im Fühlerbau.
Der Kopf ist senkrecht zur Körperachse nach unten gesenkt. Von oben betrachtet ist er breiter als lang. Die Oberlippe ist ungewöhnlich lang gestreckt, etwas herzförmig und trägt vorn zwei Haarbüschel. Die Oberkiefer sind schmal mit häutiger Innenseite, dreieckig verlängert und an der Spitze nicht gespalten. Kiefer und Lippentaster sind schlank, das Endglied der Kiefertaster ist zum Ende hin verbreitert. Beim Männchen ist das zweite und dritte Glied der Kiefertaster blasig erweitert. Bei ihm sind auch die Teile des Kopfskeletts durch scharfe Nähte getrennt.
Die Stirn trägt in beiden Geschlechtern keinen roten Fleck. Der Bau der neungliedrigen Fühler zeichnet die Gattung nach Geoffroy gegenüber allen anderen Käfergattungen aus: sie sind sowohl teilweise gekämmt als auch in einer eingliedrigen Keule endend. Bei Cerocoma schaefferi bildet das letzte Fühlerglied beim Männchen (Abb. 1 und 3) eine glatte unregelmäßig eiförmige, etwas angedunkelte Keule ohne Auswüchse oder Strukturen. Die drei vorletzten Glieder sind klein und ohne Anhänge. Das Basisglied dagegen hat einen langen lappenförmigen Auswuchs, das zweite Glied ist klein und kugelig, das dritte ist ungewöhnlich groß, stark skulptiert und gewunden. Bei den meisten verwandten Arten ist das Endglied der Fühler des Männchens komplizierter gebaut. Insgesamt ist der Fühler beim Männchen S-förmig gekrümmt. Beim Weibchen ist das erste bis achte Fühlerglied einfach, die letzten Glieder sind breiter als lang. Das Endglied verbreitert sich zum Ende hin. Es ist kaum länger als breit und etwa so lang wie die drei vorletzten Glieder gemeinsam. Die Fühler sind in beiden Geschlechtern neungliedrig und weit vor den Augen über der Basis der Oberkiefer eingelenkt.
Der Halsschild ist ungerandet und länger als breit. Vor allem beim Männchen ist er etwas rau. Auch zeigt er beim Männchen vorn seitlich je einen scharf begrenzen länglich runden, leicht schräg gestellten Eindruck (Abb. 1). Er ist wie die Flügeldecken fein punktiert. Die Basis des Halsschilds ist nicht rotgelb.
Die flachen Flügeldecken sind gemeinsam breiter als der Halsschild. Die Seiten verlaufen bis zum gemeinsam verrundeten Ende annähernd parallel.
Die Unterseite ist ebenfalls grün.
Die Beine sind lang. Die Tarsen der Hinterbeine sind viergliedrig, die übrigen Tarsen bestehen aus fünf Gliedern. Das Krallenglied ist groß, die sehr langen und dünnen Krallen sind gespalten und am Innenrand ungezähnt. Die Vorderschienen sind bei den Männchen breit abgeflacht und gekielt (Abb. 1), der Kiel ist von der Seite betrachtet einfach gebogen. Die Glieder der Vorderbeine sind erweitert (Abb. 4 links). Bei den Weibchen ist die Vorderschiene zylindrisch mit einer großen spitzen Zahn am Ende außen, die Vorderschienen sind nicht erweitert (Abb. 4 rechts). Die Hinterschienen besitzen in beiden Geschlechtern zwei Enddorne, von denen der äußere dick ist.

## Biologie
Man findet den Käfer an Stellen, die warm und trocken sind, etwa an Wärme- und Trockenhängen, trockenen Feldrainen, Ruderalflächen, Schottergruben oder in Heidelandschaften. Er ist hauptsächlich auf Blüten röhrenblütiger Korbblütler (Hundskamillen, Chrysanthemen, Schafgarben, Ringdisteln) aber auch an verschiedenen Doldenblütlern und vereinzelt auf blühenden Sträuchern anzutreffen. In einem alten deutschsprachigen Lehrbuch über Insekten werden die Käfer als hurtige Flieger bezeichnet.
Die Käfer fressen Blütenpollen, die Larven leben vermutlich parasitisch von Larven von Wildbienen.
Bei einer vergleichenden Untersuchung des Putz- und Sexualverhaltens verschiedener Arten der Gattung Cerocoma konnten teilweise deutliche Unterschiede zwischen den Arten festgestellt werden.
Männchen und Weibchen zeigen ein Putzverhalten, das sich auf verschiedene Körperteile bezieht. Die Fühler werden einzeln mit den Vorderbeinen geputzt. Die Außenseite der Vorderbeine wird zum Säubern der Innenseite des Fühlers benutzt. Dies kann durch ein einmaliger Vorbeistreichen oder ein Reiben mit zahlreichen schnellen Bewegungen hin und her erfolgen. Kiefertaster werden gereinigt, indem die Vorderschienen über den Kopf gezogen werden und sich dabei an den Tastern reiben. Dabei kann ein einzelner Kiefertaster gereinigt werden, indem die Vorderschiene mehrmals langsam an ihm entlang streicht. Dabei bewegt sich der Kopf seitlich. Oder beide Taster werden gleichzeitig durch schnelle Bewegungen beider Vorderschienen gereinigt, wobei der Kopf sich nach vorn bewegt. Häufig geht dem Putzen der Taster das Putzen der Fühler voraus. Das Putzen der Kopfkapsel erfolgt bei Cerocoma schaefferi als Nebenprodukt der Reinigung der Taster. Zum Putzen der Flügeldecken wird das mittlere und hintere Beinpaar verwendet. Dabei bewegt sich ein einzelnes oder zwei Beine der gleichen Seite vor und zurück, wobei das vordere Bein hauptsächlich die vordere Flügeldeckenhälfte, das hintere in erster Linie die hintere Hälfte der Flügeldecken entlang reibt. Die Hinterbeine werden durch die Mittelbeine gereinigt, das Säubern der Schienen der beiden vorderen Beinpaare erfolgt mit den Mundwerkzeugen.
Der Paarung geht eine ausführliche Werbung voraus. Diese kann man in drei deutlich unterschiedliche Phasen zerlegen. In der ersten Phase stellt sich das Männchen hinter das Weibchen und berührt das Ende des weiblichen Hinterleibs und deren Flügeldecken mit den Spitzen der Taster. Die Antennen werden nicht eingesetzt. Dieses Betasten verlagert sich progressiv nach vorn, wodurch das Männchen zunehmend über dem Rücken des Weibchens zu stehen kommt. Diese Phase dauert nur ungefähr eine Sekunde und entfällt häufig. In der zweiten Phase steigt das Männchen auf den Rücken des Weibchens. Nun reibt das Männchen mit vorderen Teil der Schiene des Vorderbeins an den Flügeldecken und gelegentlich den Halsschild des Weibchens auf und ab, während der Körper hin und her schaukelt. Dieses Verhalten wurde bei deutschen und italienischen Populationen beobachtet, während in einer griechischen Population die Männchen die Weibchen mit den Vordertarsen beklopften. Gleichzeitig berührt das Männchen das Weibchen mit der Spitze der Kiefertaster an der Flügeldeckenbasis. Während dieser Phase verbleiben die männlichen Genitalien noch im Körper, die Hinterleibsöffnung bleibt geschlossen. Diese Phase dauert deutlich länger als die vorausgehende und die folgende. In der dritten Phase stellt sich das Männchen vor das Weibchen, die Köpfe berühren sich jedoch dabei nicht, nur die Fühler nehmen Kontakt miteinander auf. Die Verlängerungen am männlichen Fühler umfassen dabei den weiblichen Fühlerschaft. Gleichzeitig reibt das Weibchen mit den Vordertarsen das männliche Halsschild, indem sie die Beine abwechselnd nach vorn und hinten bewegt. Im Unterschied zu einigen verwandten Arten bleiben die männlichen Genitalien auch jetzt noch hinter der verschlossenen Hinterleibsöffnung. Danach erfolgt die eigentliche Kopulation, wobei das Männchen auf den Rücken des Weibchens steigt. Die zeitliche Abfolge der drei Phasen der Werbung ist nicht fest. Häufig wird die Werbung abgebrochen und durch nichtsexuelle Verhaltensweisen oder eine frühere Werbungsphase abgelöst. Gesetzmäßig ist nur, dass die dritte Phase höchstens nach der zweiten, nie nach der ersten Phase oder spontan erfolgt und Kopulationen nur nach der dritten Phase vollzogen werden.

## Verbreitung
Die Art ist in Europa weit verbreitet. In Südeuropa ist sie außer auf den Inseln und einigen Kleinstaaten in allen Ländern zu finden. In Mitteleuropa liegen nur aus Belgien und Luxemburg keine Meldungen vor, im Osten von Mitteleuropa ist der Käfer häufig, in Deutschland und Österreich dagegen kommt er nur vereinzelt und selten vor. Nach Norden ist das Vorkommen beschränkt. Die Art fehlt auf den Britischen Inseln, Dänemark, Norwegen, Finnland und den nördlichen russischen Provinzen. Nach Osten ist die Art mit Lücken bis in den nahen Osten und an den Kaukasus verbreitet.